# Gabriele Salvatores
Gabriele Salvatores (* 30. července 1950, Neapol) je italský filmový režisér a scenárista. Za svůj film Středozemí (Mediterraneo) získal v roce 1992 Oscara za nejlepší cizojazyčný film a také tři Donatellovy Davidy. Za snímek Il ragazzo invisibile obdržel roku 2014 Evropskou filmovou cenu za nejlepší film pro mladé diváky. Jeho snímek Jáma (Io non ho paura) byl v roce 2003 nominován na Zlatého medvěda na Berlinale a je i jeho divácky nejoblíbenějším. (Na filmovém festivalu v Karlových Varech byl uváděn pod názvem Nemám strach). Snímek Denti byl nominován na Zlatého lva v Benátkách.